# Blake Schilb
Blake Schilb (Rantoul, Illinois, 23 de diciembre de 1983) es un baloncestista estadounidense con nacionalidad checa que mide 2,01 m. cuya posición en la cancha es la de alero. Actualmente se encuentra sin equipo.

## Trayectoria
Tras terminar su periodo universitario en Loyola, Schilb no fue incluido en el draft de 2007, empezando a partir de entonces su aventura profesional en Europa, fichando por el CEZ Nymburg (Rep.Checa) con los que consiguió el título de liga en 2008 y 2009, siendo contratado en ese verano por Chalon. 
Schilb jugó cuatro temporadas en Chalon (2009-13) siendo uno de los jugadores más importantes no ya solo de su equipo, sino de toda la Pro A. En las cuatro temporadas en la máxima competición francesa el jugador consiguió los campeonatos de Liga, Copa y Semaine des As en la temporada 2011-12, temporada en la que también fue elegido como el MVP de la liga.
Sus números en la Pro A han estado siempre entre los más destacados de toda la liga en estas cuatro temporadas, con más de 140 partidos disputados entre todas las competiciones. En Liga: 15.6 puntos, 4.5 rebotes y 4.6 asistencias, en playoffs: 16.1 puntos, 4.3 rebotes y 4.7 asistencias pueden servir como ejemplo de la importancia de Schilb en la liga.
La temporada 2014 la comenzó en el equipo del Estrella Roja de Belgrado, pero los problemas económicos del conjunto serbio obligaron a estos a tomar la decisión de prescindir de algunos de sus jugadores con contratos más elevados. Hasta ese momento, Schilb había disputado 16 partidos en la Liga Adriática con unos promedios de 24.7 minutos, 9.2 puntos, 3.1 rebotes y 2.9 asistencias, mientras que en la Euroliga jugó los 10 partidos de la primera fase con unos números de 28.2 minutos, 12.0 puntos, 3.2 rebotes y 3.5 asistencias.
En enero de 2015, tras unos días de intensas negociaciones entre la directiva de Paris-Levallois y el norteamericano hacen oficial la contratación  por lo que resta de temporada y una temporada más. Blake  tuvo unos promedios con el París-Levallois de, 11.4 puntos, 3.8 rebotes y 3.6 asistencias, en la PRO-A.
En verano de 2015 firma un contrato con el Galatasaray  firmando un contrato por 700.000 dólares. Durante dos temporadas, Schilb cambió Francia por Turquía para disputar tanto la BSL como la Eurocup en su primer año como la Euroliga en la temporada 2016/17. En Eurocup, el de Chicago logró 12,1 puntos, 4,8 rebotes y 3,7 asistencias. Por su parte, en la primera competición europea consiguió 9,3 puntos, 3,9 rebotes y 4 asistencias en los 27 partidos que disputó con el club turco.
El 1 de octubre de 2017, el Real Betis Energía Plus comunica que ha llega a un acuerdo con el alero norteamericano con pasaporte checo para su contratación.

## Selección nacional
En 2015, Blake Schilb es parte del combinado de la República Checa para jugar el Eurobasket. Es el segundo jugador nacionalizado que juegue con Chequia después de Maurice Whitfield, que jugó el Eurobasket de 2007.
En verano de 2021, fue parte de la selección absoluta checa que participó en los Juegos Olímpicos de Tokio 2020, que quedó en noveno lugar.